# Jean-François Piège
Jean-François Piège est un chef cuisinier français, né le 25 septembre 1970 à Valence, dans la Drôme.
Il est à la tête du restaurant gastronomique Le Grand Restaurant, ouvert en indépendant le 15 septembre 2015, dans le VIIIe arrondissement de Paris. Il a aussi ouvert en décembre 2014, avec son épouse Élodie, le restaurant Clover Green dans le quartier de Saint-Germain-des-Prés, le Clover Grill en novembre 2016 et La Poule au Pot en juin 2018, tous deux situés dans le Ier arrondissement de Paris.

## Biographie
Jean-François Piège naît le 25 septembre 1970 à Valence (Drôme). Son père décède alors qu'il a six ans et il est élevé par sa mère, coiffeuse. À quatorze ans, il entre à l’École hôtelière de Tain-l’Hermitage, il travaille à l’hôtel Le Chabichou à Courchevel en 1988. Un an plus tard, il entre dans la brigade de Bruno Cirino, alors chef du château Eza à Èze. Cette collaboration sera déterminante dans la future carrière de cuisinier de Jean-François Piège, qui considère Cirino comme son mentor.
En 1990, Jean-François Piège décide de quitter Valence pour entamer sa carrière à Paris. Il devient chef de partie à l’hôtel de Crillon aux côtés de Christian Constant. Il travaille alors aux côtés, entre autres, d’Yves Camdeborde et Éric Frechon[source secondaire nécessaire]. Un an plus tard, il part effectuer son service militaire au palais de l'Élysée dont les cuisines sont dirigées par le Meilleur ouvrier de France Joël Normand.
En 1992, sur les conseils de Bruno Cirino, Jean-François Piège se présente chez Alain Ducasse et restera ensuite douze ans à ses côtés, en commençant par Le Louis XV à Monaco, dont le chef exécutif est Laurent Gras. Il y occupe les postes de commis jusqu’à sous-chef pendant quatre ans.
En 1996, Jean-François Piège accompagne Alain Ducasse lorsqu’il reprend le restaurant de Joël Robuchon et accède pour la première fois, en 1997, au poste de chef de cuisine, où il est secondé par Christophe Moret, David Bellin puis Sylvestre Wahid[source secondaire nécessaire].
En septembre 2000, Alain Ducasse ouvre son restaurant au Plaza Athénée. Jean-François Piège y officie alors en tant que chef des cuisines pendant quatre ans.
En 2004, Jean-François Piège prend la tête du restaurant Les Ambassadeurs à l’hôtel de Crillon. Il signe pour la première fois sa propre cuisine. Le Gault & Millau le nomme alors « cuisinier de l’année ».
En 2009, il décide d'ouvrir la Brasserie Thoumieux. En 2010, il inaugure, au premier étage de la brasserie, son restaurant gastronomique Jean-François Piège et un an plus tard, l’hôtel Thoumieux.
En 2011, il est élu « chef de l’année » par la revue Le Chef par ses pairs et reçoit deux étoiles par le Guide Michelin pour le restaurant Jean-François Piège, à peine un an après son ouverture.
En novembre 2013, il ouvre Gâteaux Thoumieux, rue Saint-Dominique, à deux pas des autres établissements.
En décembre 2014, il ouvre le restaurant Clover avec son épouse, Élodie, dans le quartier de Saint-Germain-des-Prés. Le restaurant sera rebaptisé Clover Green en se repositionnant sur le végétal, tandis que Piège ouvre le Clover Grill, axé sur la viande. 
En 2014, il devient vice-président de l'association Les Grandes Tables du Monde.  
Lors de l'édition 2015 d'Omnivore, en mars, Jean-François Piège annonce le déménagement de son restaurant gastronomique éponyme. Le chef quitte donc l'univers Thoumieux au 30 juin 2015, où lui succède Sylvestre Wahid. Il ouvre une nouvelle adresse, Le Grand Restaurant au 7 rue d'Aguesseau dans le VIIIe arrondissement de Paris le 10 septembre 2015.
En 2018, il reprend le restaurant La Poule au Pot, véritable institution du quartier des Halles depuis 1935. Le restaurant ouvre le 15 juin 2018 et reçoit une étoile Michelin en 2019.
En juin 2019, Jean-François Piège ouvre le Clover Gordes à la Bastide de Gordes, dans un restaurant auparavant dirigé par Pierre Gagnaire.
En janvier 2020, Jean-François et Élodie Piège reprennent le restaurant À l'Epi d'Or, à Paris, un établissement populaire fondé en 1880 rue Jean-Jacques Rousseau. 
En 2021 lui est confiée l'ouverture de la brasserie Mimosa, installée à l'hôtel de la Marine (Paris), non loin du Crillon.

## Récompenses
- 2005 : « Chef de l’année » par les guides Pudlo et Champérard pour le restaurant Les Ambassadeurs
- 2006 : Diplôme du Club des Cent
- 2007 : « Cuisinier de l’année » par le guide Gault & Millau pour le restaurant Les Ambassadeurs
- 2009 : Chevalier dans l’Ordre national du Mérite[16]
- 2010 : Prix « Lillet / Lebey de l’Innovation » pour la Brasserie Thoumieux
- 2011 : Trois assiettes et « événement de l'année » au Guide Pudlo.
- 2011 : Deux étoiles au Guide Michelin pour le restaurant Jean-François Piège
- 2011 : « Chef de l’année » par la revue professionnelle Le Chef[17]
- 2011 : Prix « Omnivore Maison » pour l’Hôtel Thoumieux[18]
- 2013 : Restaurant gastronomique Jean-François Piège classé parmi les « meilleures Tables de Paris » par le Guide Lebey[19]
- 2013 : Le Restaurant Jean-François Piège rejoint les Grandes Tables du Monde[20]
- 2014 : « Créateur de l’année » par Omnivore[21]
- 2014 : Prix des « Écrivains Gastronomes » pour son livre Jean-François Piège[22]
- 2015 : Élu « Homme de l'année » dans la catégorie Chef par le Magazine GQ France
- 2016 : Chef de l'année et trois assiettes au Guide Pudlo.
- 2016 : Deux étoiles au Guide Michelin pour le restaurant gastronomique Le Grand Restaurant
- 2019 : Cinq toques au guide Gault & Millau  et une étoile au guide Michelin pour le restaurant La Poule Au Pot
- 2019 : Prix de la Paulée de Printemps

## Télévision
- 2008 : Un dîner presque parfait (M6) : saison 2
- 2010 : On en mangerait chez vous (LCI), émission de Valérie Expert
- 2010 : Un dîner presque parfait, M6 : saison 3
- 2010 : Top Chef, M6 : saison 1
- 2011 : Un dîner presque parfait, M6 : saison 4
- 2011 : Top Chef, M6 : saison 2
- 2012 : Top Chef, M6 : saison 3
- 2013 : Top Chef, M6 : saison 4
- 2014 : Top Chef, M6 : saison 5
- 2015 : Top Chef, M6 : saison 6
- 2016 : Top Chef, M6 : saison 7
- 2017 : Top Chef, M6 : saison 8
- 2018 : Top Chef, M6 : saison 9
- 2019 : Top Chef, M6 : saison 10
- 2019 : Chef contre Chef, M6
- 2021 : Le Meilleur Pâtissier, les professionnels : saison 4